# Pablo Campana
Pablo Campana Sáenz (Quito, 16 de diciembre de 1972) es un empresario y  extenista ecuatoriano. Fue ministro de Comercio Exterior e Inversiones.
Es graduado de ingeniero comercial con mención en Negocios Internacionales y Marketing de la Universidad Del Pacífico – Ecuador|Universidad Del Pacífico - Escuela de Negocios y Máster en Administración de Empresas por el Instituto de Desarrollo Empresarial (IDE).
Ocupó varios cargos en el sector privado en el Consorcio Nobis.

## Trayectoria deportiva
En los años 1990, participó como tenista en la Copa Davis, además representó a Ecuador en las Olimpiadas de Atlanta 1996 en la modalidad de dobles. En 1994 participó por primera vez en un torneo Masters Series en Miami, donde cayó en primera ronda. En 1997, a los 24 años de edad, se retiró del tenis profesional.
A pesar de su retirada prematura pudo clasificar al cuadro principal del Abierto de Estados Unidos 1996. En el torneo, derrotó en primera ronda a Todd Woodbridge, en la segunda ronda a Mark Knowles y en la tercera ronda perdió antes Thomas Enqvist.
En competencias ATP, llegó a una final de dobles en Bogotá, junto a su compatriota Nicolás Lapentti.
En la Copa Davis, registró un récord de 11-4 en individuales y un récord de 7-2 en dobles en catorce eliminatorias disputadas, jugando un total de 24 partidos, de los cuales ganó 18.

## Torneos ATP Tour

### Finalista en dobles (1)
| N.º | Fecha                    | Torneos | Superficie    | Pareja           | Oponentes                  | Resultado |
| --- | ------------------------ | ------- | ------------- | ---------------- | -------------------------- | --------- |
| 1.  | 15 de septiembre de 1996 | Bogotá  | tierra batida | Nicolás Lapentti | Nicolás Pereira David Rikl | 3-6, 6-7  |

## Títulos Challenger

### Individuales (1)
| N.º | Fecha               | Torneo         | Superficie    | Oponente en la final | Resultado |
| --- | ------------------- | -------------- | ------------- | -------------------- | --------- |
| 1.  | 15 de julio de 1996 | Quito, Ecuador | Tierra batida | Luis Morejón         | 6–3, 6–2  |

### Finalista (1)
| N.º | Fecha                | Torneo                | Superficie | Oponente en la final | Resultado |
| --- | -------------------- | --------------------- | ---------- | -------------------- | --------- |
| 1.  | 12 de agosto de 1996 | Bronx, Estados Unidos | Dura       | Tamer El-Sawy        | 1–6, 4–6  |